# Calcanéus
Pour les articles homonymes, voir Calcaneum.
Cet article possède un paronyme, voir Calcareus.

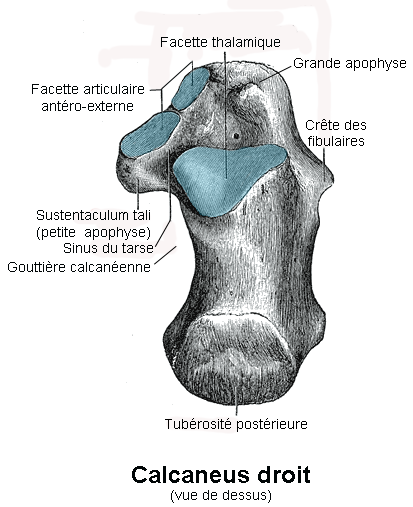
Vue supérieure du calcanéus droit.

Le calcanéus (ou calcanéum en ancienne nomenclature) est le plus volumineux des os du tarse (talon). Il constitue la partie postéro-inférieure de celui-ci et le pilier postérieur de l'arc longitudinal du pied. Il est situé sous le talus.

## Étymologie
Le terme calcaneum veut dire talon en latin tardif (le latin classique emploie calx, dont calcaneum est le dérivé).

## Description
Le calcanéus a la forme parallélépipèdique, plus haut que large, à grand axe allongé en avant, en haut et en dehors.
Il présente six faces.

### Face supérieure
La face supérieure est divisée en deux parties : une partie postérieure et une partie antérieure.
La partie postérieure est rugueuse, concave d'arrière en avant et convexe transversalement.
La partie antérieure présente deux facettes articulaires séparées par un sillon oblique en dehors et en avant : le sillon calcanéen. Celui-ci répond au sillon du talus et forme le plancher du sinus du tarse.
À l'arrière du sillon calcanéen se trouve la surface articulaire talaire postérieure du calcanéum qui est ovale à grand axe transversal et convexe d'avant en arrière. Elle répond à la facette articulaire calcanéenne postérieure du talus.
À l'avant du sillon calcanéen et  en partie sur le sustentaculum tali, se trouve d'arrière en avant la surface articulaire moyenne du calcanéum puis la surface articulaire talaire antérieure du calcanéum qui s'articulent avec  la facette articulaire calcanéenne antérieure du talus. Elles sont globalement concaves d'avant en arrière.

### Face médiale
La face médiale est fortement excavée formant pour certains auteurs la gouttière calcanéenne, terme non retenu par la nomenclature anatomique TA2. Elle est plus haute en arrière qu'en avant. 
À l'avant du sillon calcanéen, se trouve une petite apophyse : le sustentaculum tali (ou console astragalienne ou petite apophyse du calcanéum ou sutentaculum talare). Celle-ci porte sur sa face supérieure les surfaces articulaires moyenne et antérieure du calcanéum.
Le sustentaculum tali est marqué en dessous par le sillon du tendon du muscle long fléchisseur de l’hallux du calcanéum, dans lequel coulisse le tendon du muscle long fléchisseur de l’hallux.
Sur ses deux tiers inférieurs s’insère le muscle carré plantaire.

### Face inférieure
La face inférieure est convexe transversalement, concave d'avant en arrière.
À l'arrière se trouve la tubérosité du calcanéum. C'est la zone par laquelle le calcanéus appuie sur le sol. Elle forme une partie saillante divisée en deux processus : le processus médial et le processus latéral de la tubérosité calcanéenne. 
Le processus médial (ou tubérosité interne du calcanéum) donne insertion aux muscles court fléchisseur des orteils et abducteur de l'hallux.
Le processus latéral (ou tubérosité externe du calcanéum) donne insertion au muscle abducteur du petit orteil.
À l'avant de la tubérosité une surface rugueuse donne insertion au muscle carré plantaire et au ligament calcanéo-cuboïdien plantaire.
Devant cette surface la tubérosité antérieure du calcanéum (ou tubercule antérieur du calcanéum) donne insertion au feuillet profond du ligament calcanéo-cuboïdien plantaire.

### Face latérale
La face latérale est plane et, plus haute en arrière qu'en avant. Elle est sous-cutanée.
Au niveau du tiers moyen de la face latérale, se trouve une crête saillante, sensiblement horizontale, longue d'un demi centimètre : la trochlée fibulaire (ou crête des péroniers ou processus trochléaire du calcanéum ou tubercule des péroniers latéraux ou tubercule externe du calcanéum) qui donne insertion au ligament latéral externe de l’articulation talo-crurale. Elle sépare le sillon calcanéen du tendon du muscle long fibulaire situé devant de celui du muscle court fibulaire à l'arrière.

### Face postérieure
La face postérieure est convexe dans tous les sens. Elle est plus large en bas qu'en haut et sa partie inférieure se confond en partie avec la tubérosité du calcanéum. 
Elle donne insertion, dans son tiers moyen au tendon calcanéen. La moitié supérieure de la face postérieure est lisse et séparée du tendon calcanéen par la bourse du tendon calcanéen préachiléenne.

### Face antérieure
La face antérieure présente la facette articulaire cuboïdienne du calcanéum qui répond à l'os cuboïde, elle est concave puis convexe de haut en bas et convexe latéralement. Un rebord osseux est situé au-dessus de la surface articulaire bloquant les mouvements vers le haut du cuboïde.
La facette articulaire est portée par une portion osseuse : le tubercule du calcanéum ou grande apophyse du calcanéum.

## Embryologie
Le point d'ossification du calcanéus se développe entre la quatrième et septième semaine du développement fœtal.

## Insertions musculaires
| Muscle                               | Direction | Zone d'attache                                                                           |
| ------------------------------------ | --------- | ---------------------------------------------------------------------------------------- |
| Muscle gastrocnémien                 | Insertion | Face postérieure via le tendon calcanéen.                                                |
| Muscle soléaire                      | Insertion | Face postérieure via le tendon calcanéen.                                                |
| Muscle plantaire                     | Insertion | Face postérieure directement ou via le tendon calcanéen                                  |
| Muscle tibial postérieur             | Insertion | Sustentaculum tali                                                                       |
| Muscle court extenseur des orteils   | Origine   | Face supérieure du calcanéus                                                             |
| Muscle abducteur de l'hallux         | Origine   | Processus médial de la tubérosité calcanéenne                                            |
| Muscle court extenseur de l'hallux   | Origine   | Face supérieure du calcanéus                                                             |
| Muscle abducteur du petit orteil     | Origine   | Processus latéral de la tubérosité calcanéenne                                           |
| Muscle court fléchisseur des orteils | Origine   | Processus médial de la tubérosité calcanéenne                                            |
| Muscle carré plantaire               | Origine   | Processus médial et latéral de la tubérosité calcanéenne et face inférieure du calcanéus |

## Aspect clinique
Normalement, le tibia se trouve verticalement au-dessus du calcanéus. Si l'axe calcanéen entre ces deux os est tourné médialement, le pied est dit valgus et s'il est tourné latéralement, le pied est dit varus.
Le calcanéus peut subir des fractures.
Au cours de la croissance, il peut apparaître une soudure osseuse entre le talus et le calcanéus provocant une synostose talo-calcanéenne anormale et qui peut être asymptomatique.

## Galerie

Calcanéus en rouge.
Animation d'un calcanéus gauche.
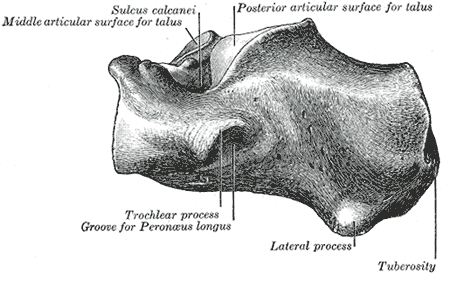
Calcanéus gauche, surface latérale
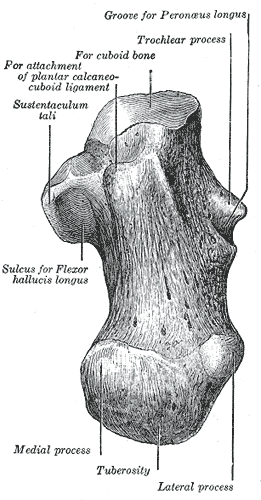
Calcanéus gauche, surface inférieure
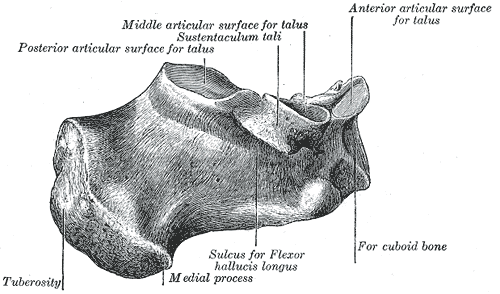
Calcanéus gauche, surface médiale
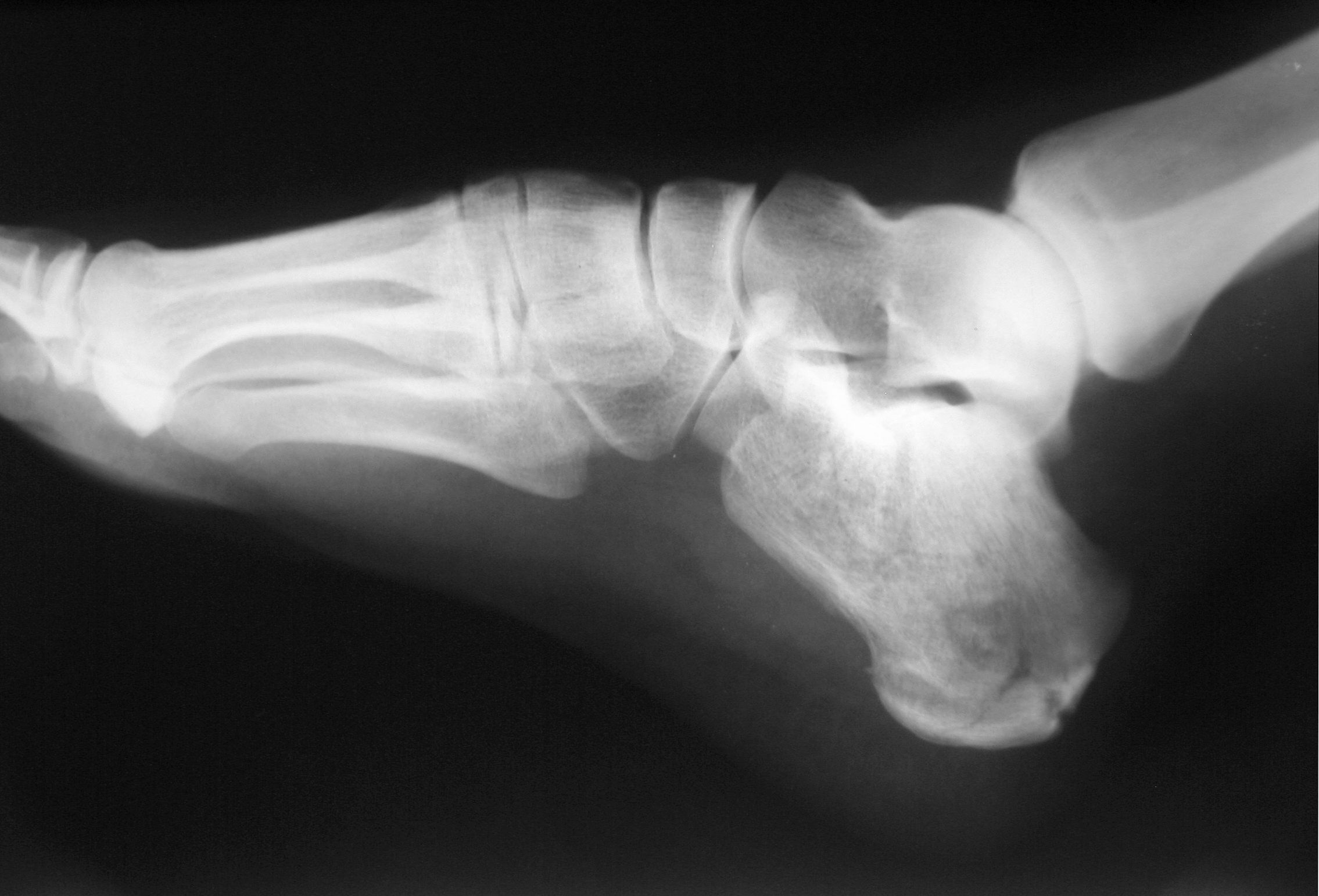
Radio d'une fracture du calcanéus.

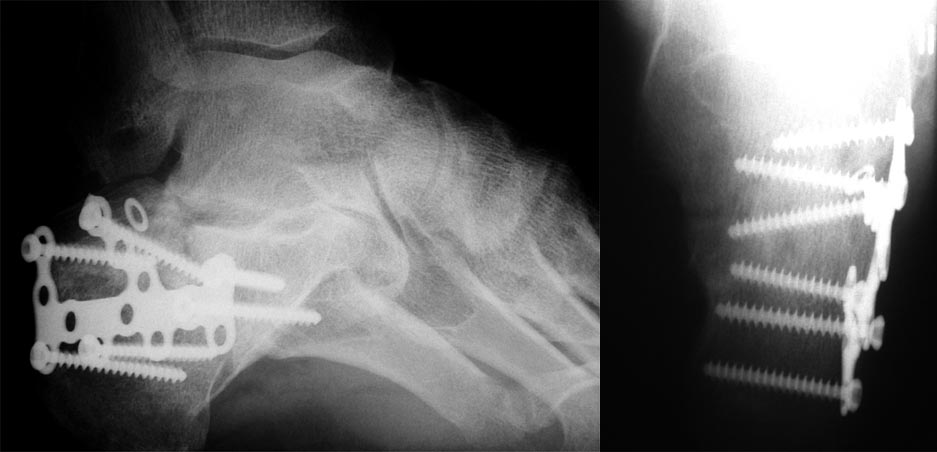
Radio d'une fracture comminutive du calcanéum
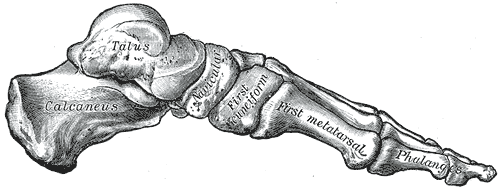
Squelette du pied, surface médiale.
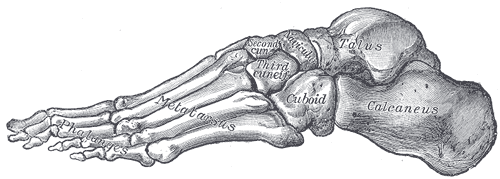
Squelette du pied, surface latérale.
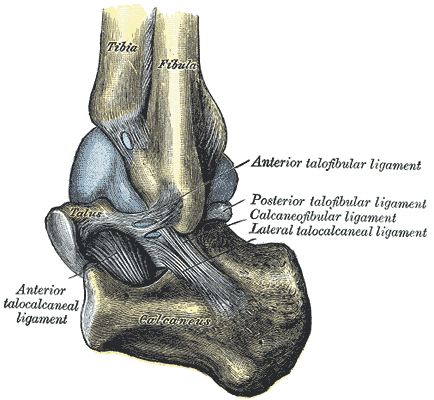
Capsule de l'articulation talo-crurale gauche; vue latérale
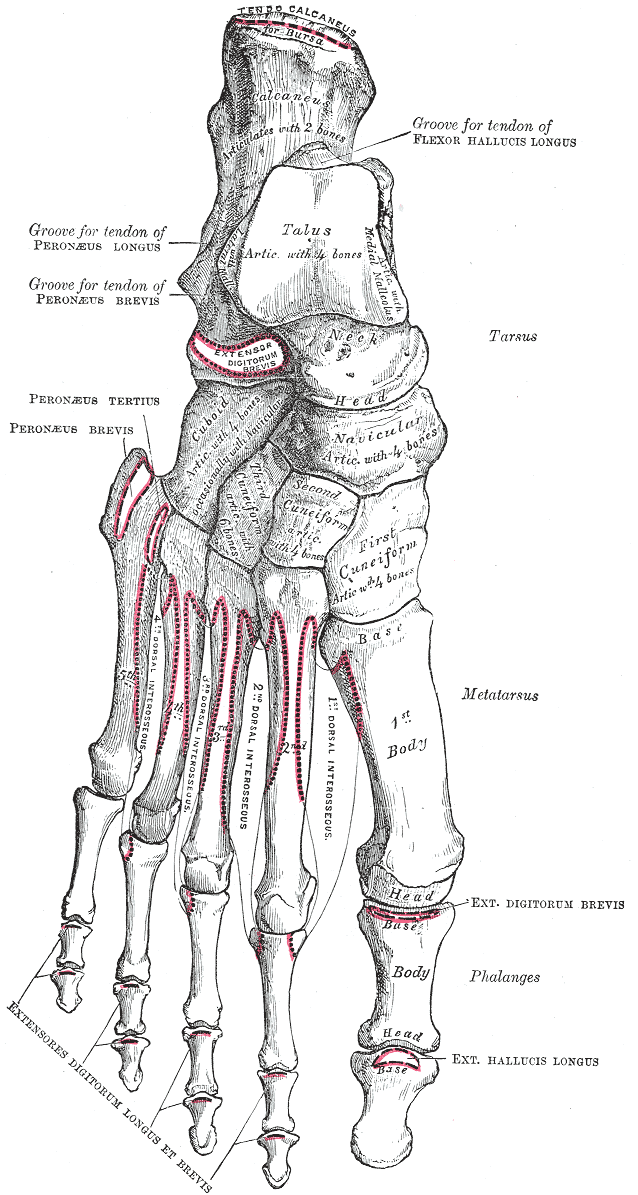
Squelette du pied droit; vue dorsale
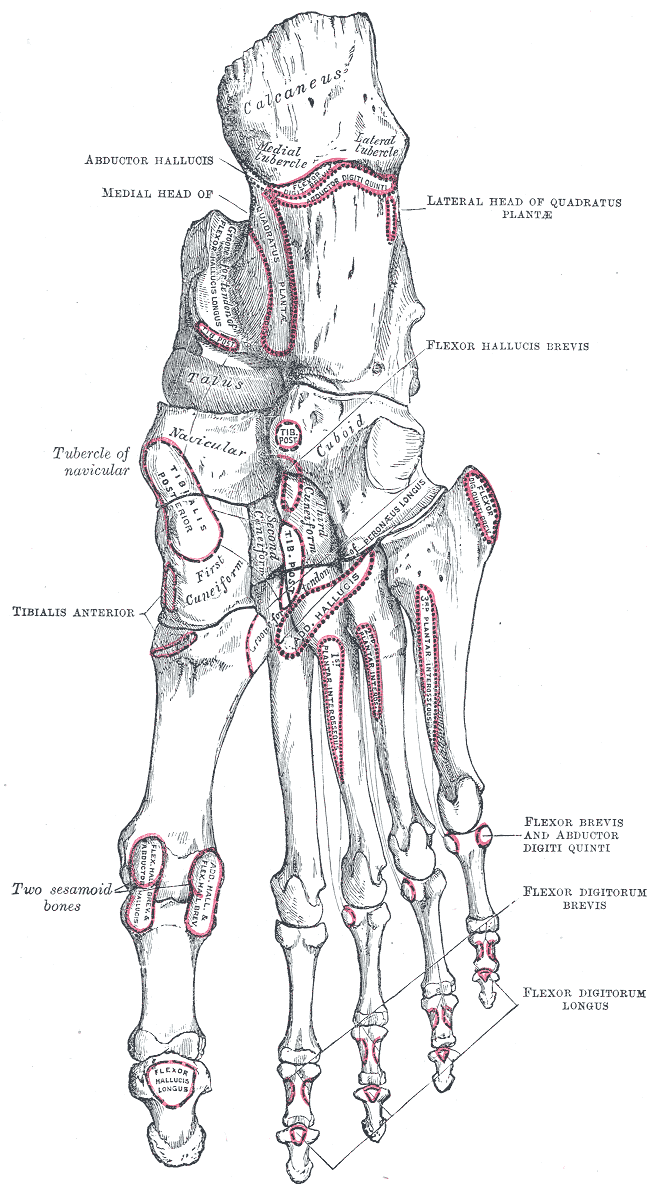
Squelette du pied droit; vue plantaire